# Ogłowie

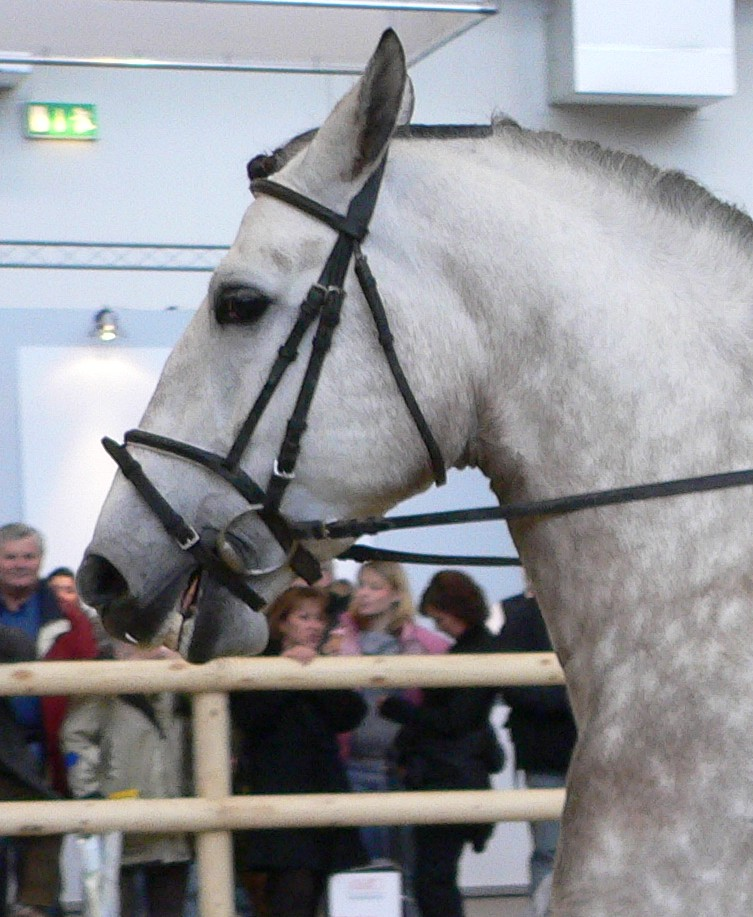
Ogłowie

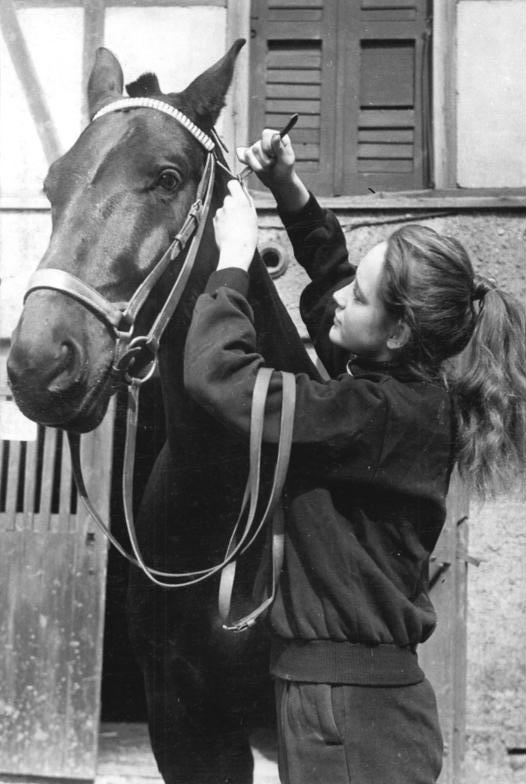
Zakładanie ogłowia

Ogłowie (inaczej: uzda, uździenica, dawniej: tręzla, tranzla, trenzla, trędzla, tręzelka, tranzelka) – główna część rzędu jeździeckiego lub uprzęży. Jest to, mówiąc ogólnie, uprząż rzemienna na głowę konia (rzadziej osła lub muła) z wędzidłem wkładanym do pyska zwierzęcia (lub bez – ogłowia bezwędzidłowe, np. hackamore, bosal). Głównym zadaniem ogłowia jest utrzymanie kiełzna (lub paska naciskającego na nos w wypadku ogłowi bezwędzidłowych) we właściwym miejscu w pysku konia.

## Budowa ogłowia

### Budowa ogłowia wędzidłowego:[2]
Najpopularniejsze ogłowia posiadające wędzidło składają się z:
- wędzidła– metalowego, gumowego, skórzanego lub plastikowego (czasem smakowego np. jabłkowego); występują różne typy wędzideł w zależności od siły działania i budowy – proste, łamane prosto (złożonego z dwóch części) lub łamane podwójnie (z 3 części); tzw. pessoa, munsztuk, pelham, wędzidła z wąsami, pierścieniowe, oliwkowe i wiele innych[3];
- pasków policzkowych – podtrzymujących wędzidło po bokach głowy konia;
- nagłówka/potylicy – paska za uszami konia;
- naczółka – paska na czole konia;
- nachrapnika (nie zawsze) – dawniej na zewnętrznej stronie rycerskich i wojskowych nachrapników dodawano metalowe elementy w celu dekoracji[4];
- podgardla;
- wodzy.

### Budowa ogłowia bezwędzidłowego typu hackamore
Ogłowia bezwędzidłowe typu hackamore mają podobną budowę jak ogłowia wędzidłowe. Zamiast wędzidła występują metalowe czanki (długie lub krótkie) po bokach pyska z przyczepionymi od góry i dołu paskami. Im dłuższe są, tym mocniejsze jest jego działanie. Ogłowia bezwędzidłowe działają na zasadzie nacisku na nos konia.

### Części pomocnicze ogłowia
- wytok – pasek włożony do popręgu pomiędzy nogami konia, podtrzymywany przez drugi wokół szyi; od góry posiada kółka, przez które przewleczone są wodze – zapobiega szarpaniu wędzidła przez niedoświadczonego jeźdźca lub nadmiernemu unoszeniu głowy przez konia.
- Wypinacze – wodze pomocnicze przydatne przy pracy z koniem na lonży, wyposażone w dodatkowe sprzączki i często w gumowe wstawki uelastyczniające.